# João Domingos Bomtempo

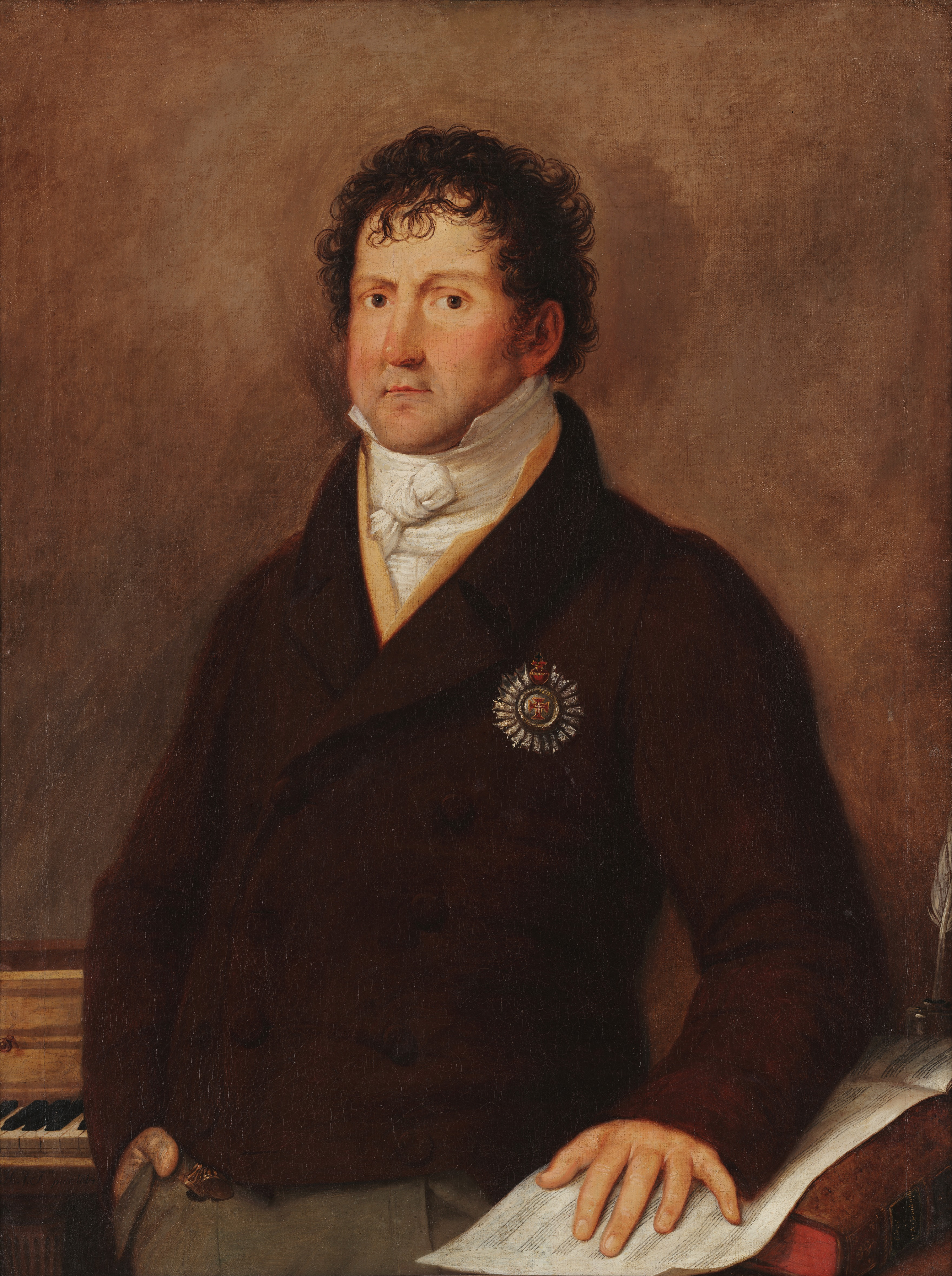
João Domingos Bomtempo

João Domingos Bomtempo (* 28. Dezember 1775; † 18. August 1842 in Lissabon) war ein liberaler portugiesischer Komponist, Pianist, Dirigent und Musikorganisator.
Er war von 1820 bis 1828 Leiter der Philharmonischen Gesellschaft in Lissabon und gründete 1835 das Lissabonner Konservatorium. 1819 wurde seine im gleichen Jahr geschriebene Messe de Requiem op. 23 für Soli, Chor und Orchester zum Gedenken an Luis de Camões bei einem Liebhaberkonzert in Paris uraufgeführt. Wenige Monate später folgte eine weitere Aufführung in London. Bomtempo lebte acht Jahre in Frankreich und drei Jahre in Großbritannien. Seine Werke werden nur selten aufgeführt.

## Ausgewählte Werke
Op. 1 \ Piano Sonata No. 1 in F major

Op. 2 \ Piano Concerto No.1 in E flat major (ca. 1804)

Op. 3 \ Piano Concerto No.2 in F minor (ca. 1800–1810)

Op. 4 \ Fandango & Variations for piano

Op. 5 \ Piano Sonata No. 2 in C minor

Op. 6 \ Introduction, 5 variations & fantasy on Paisiello's favorite air for piano

Op. 7 \ Piano Concerto No.3 in G minor

Op. 8 \ Capriccio & Variations on God save the King for piano in E flat major

Op. 9 No.1 \ Piano Sonata No. 3 in E flat major

Op. 9 No.2 \ Piano Sonata No. 4 in C major

Op. 9 No.3 \ Sonata for violin and harpsichord in E major

Op. 10a \ Hymno lusitano (cantata)

Op. 10b \ La Virtù Trionfante (cantata)

Op. 11 \ Symphony No.1 in E flat major

Op. 12 \ Piano Concerto No.4 in D major (1811–1812)

Op. 13 \ Piano Sonata No. 5 in C major

Op. 14 \ Fantasia for piano in C minor

Op. 15 No.1 \ Piano Sonata No. 6 in A flat major

Op. 15 No.2 \ Piano Sonata No. 7 in G minor

Op. 15 No.3 \ Variations for piano on a popular French song

Op. 16 \ Piano Quintet in E flat major

Op. 17 \ A paz da Europa (cantata)

Op. 18 No.1 \ Piano Sonata No. 8 in G major

Op. 18 No.2 \ Piano Sonata No. 9 in F minor

Op. 18 No.3 \ Piano Sonata No.10 in E flat major

Op. 19 \ 12 Studies for piano (1816)

Op. 20 \ Piano Sonata No.11 in E flat major

Op. 21 \ Variations for piano on a theme from Die Zauberflöte in G minor

Op. 22 \ Variations for piano on a theme from Alessandro in Efeso in B flat major

Op. 23 \ Requiem in C minor (1819–1820)

Op. 24 \ Piano Concerto No.5 in C minor/major
- 4 Absolutions
- Libera me Domine in C minor
- Piano Concerto No.6 in E minor (1810–1840)
- Serenata for piano and winds in F major (1821–1830)
- Symphony No.2 in D major
- Te Deum in F major
- Variations for piano on a theme from La donna del Lago in E minor (1822)
- Fantasy for piano and orchestra (on a theme from La donna del Lago)
- Waltz for piano
- Alessandro in Efeso, opera seria
- Tantum Ergo, Kyrie, Gloria e Credo (1842)
- March of Lord Wellington (arrangement by the composer for piano 4-hands)